# Just Nuts
Just Nuts é um filme mudo em curta-metragem norte-americano de 1915, do gênero comédia, dirigido por Hal Roach e estrelado por Harold Lloyd. Cópias do filme encontram-se conservadas na George Eastman House e Museu de Arte Moderna, Nova Iorque.

## Elenco

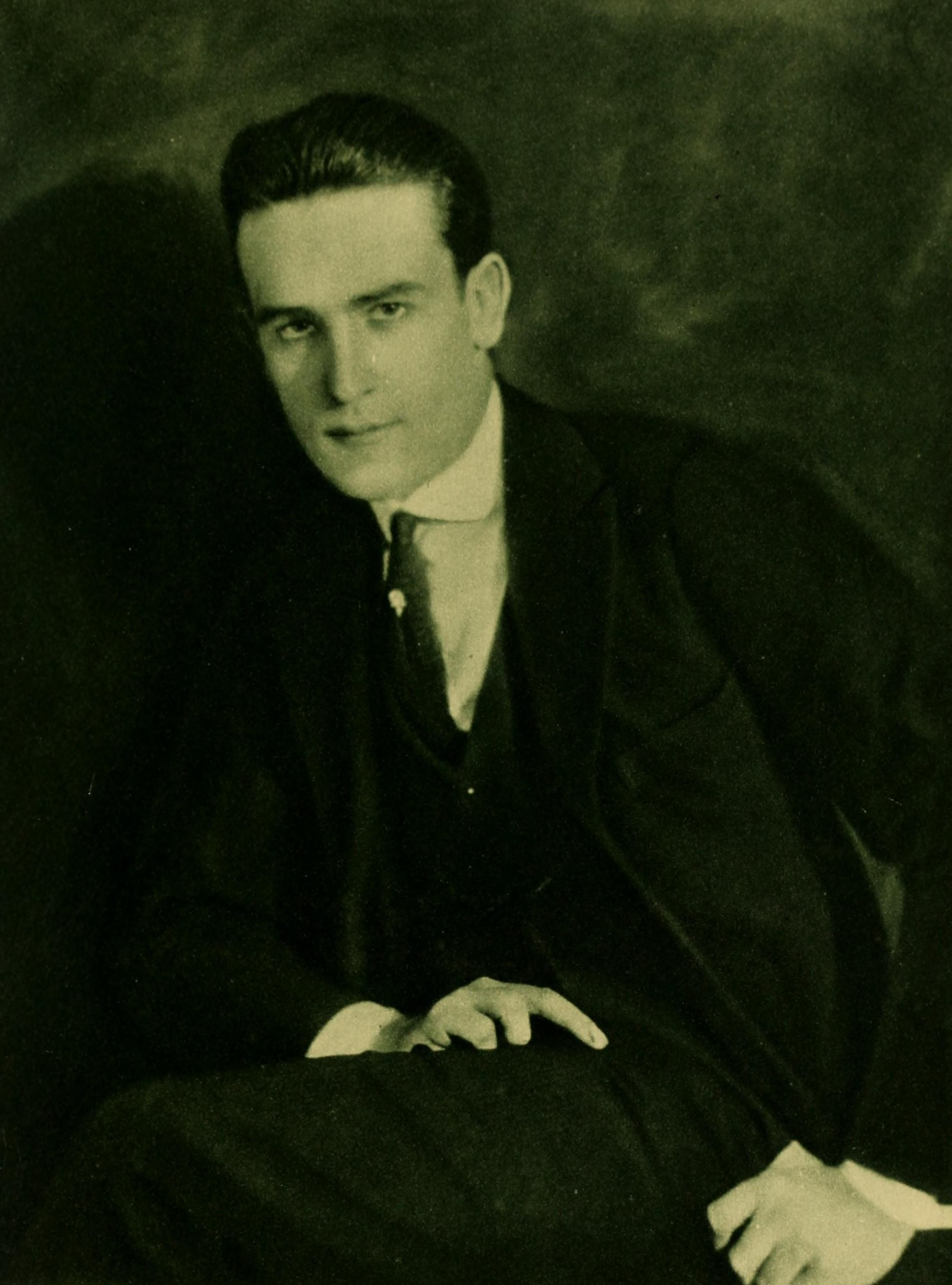
Harold Lloyd

- Harold Lloyd – Willie Work
- Jane Novak – A moça bonita
- Roy Stewart – Rival de Willie